# Élections municipales ghanéennes de 2019
Les élections municipales ghanéennes de 2019 ont lieu le 17 décembre 2019 au Ghana. Les élections étaient initialement prévues le 26 novembre 2019, avant d'être reportées à la suite de consultations du gouvernement avec des représentants de la société civile et à la remise en question de l’exactitude des listes électorales,. Un référendum constitutionnel devait être organisé simultanément, avant d'être reporté.
Le Ghana est composé de 216 districts, dont 6 métropolitains, 46 municipaux et 164 ordinaires.